# WWI: The Great War
WWI: The Great War là một trò chơi máy tính thuộc thể loại chiến lược thời gian thực (RTS) lịch sử lấy đề tài về cuộc Chiến tranh Thế giới lần thứ Nhất do hãng Lesta Studio phát triển và Encore Software phát hành vào ngày 6 tháng 2 năm 2004 tại Hoa Kỳ, riêng tại châu Âu thì phát hành trước tiên vào ngày 27 tháng 2 cùng năm.

## Cốt truyện
Thời điểm của các cuộc chiến trong trò chơi diễn ra từ năm 1914–1918, các trận đánh được tái hiện đúng theo lịch sử, giúp cho thế hệ sau có cái nhìn khái quát về một cuộc thế chiến đã đi vào lịch sử nhân loại. Người chơi sẽ đóng vai trò người lãnh đạo của quân đội các nước Nga, Pháp, Đức, Úc và Anh.

## Cách chơi
Cách chơi của game tương tự dòng game Cossack, lúc đầu người chơi được cung cấp một nhóm công nhân và có nhiệm vụ đi khai thác tài nguyên, xây dựng các công trình kinh tế và quân sự, mua lính và sau cùng triển khai quân đội đánh bại đối phương để giành lấy chiến thắng.
Trò chơi có cách thể hiện rất giống với trò Cossack, từ cách xây dựng các đạo quân cho đến địa hình, tuy nhiên lại hơn hẳn Cossack ở chỗ có đầy đủ các binh chủng hải, lục và không quân, các cuộc chiến trong thời kỳ này vẫn còn bị ràng buộc bởi rất nhiều quy tắc và trình tự, sự thắng thua của các bên phụ thuộc nhiều vào số lượng quân lính tham gia chứ không phải như bây giờ; chính vì thế người chơi sẽ chứng kiến sự xuất hiện của những đạo quân rất quy mô và trật tự một cách khó hiểu dưới con mắt của người đương đại.
Game còn có chức năng hỗ trợ người chơi cả về kinh tế và quân sự trong trường hợp không thể vượt qua được đối thủ máy (AI) bằng cách bật sáng 2 biểu tượng phía trên bản đồ địa hình nằm ở góc dưới bên phải màn hình để máy tính thay người chơi làm những công việc được lập trình sẵn để người chơi chỉ còn việc điều binh khiển tướng. Sự kết hợp giữa người và máy này mang đến cho người chơi nhiều điều thú vị.

## Khuyết điểm
Tuy nhiên trò chơi cũng còn nhiều khiếm khuyết như không cho phép người chơi sử dụng phím tắt, đồ họa và âm thanh chỉ ở mức trung bình nếu không muốn nói là kém. chính sự hạn chế về mặt hình ảnh và âm thanh này mà mặc dù chỉ số thông minh của máy (một phần quan trọng của thể loại này) được đầu tư tốt nhưng nó cũng không tạo ấn tượng gì nơi người chơi. Ngoài ra nếu máy tính của người chơi sử dụng card đồ họa hiệu ATI Radeon mà bị lỗi lưu ảnh trong khi chơi thì hãy chạy tập tin "RunOnRadeon" nằm trong thư mục của trò chơi, nó có thể khắc phục được lỗi này.

## Đón nhận
WWI: The Great War nhận được đánh giá "trung bình" theo trang web tổng hợp kết quả đánh giá Metacritic.